# Lietzenburg

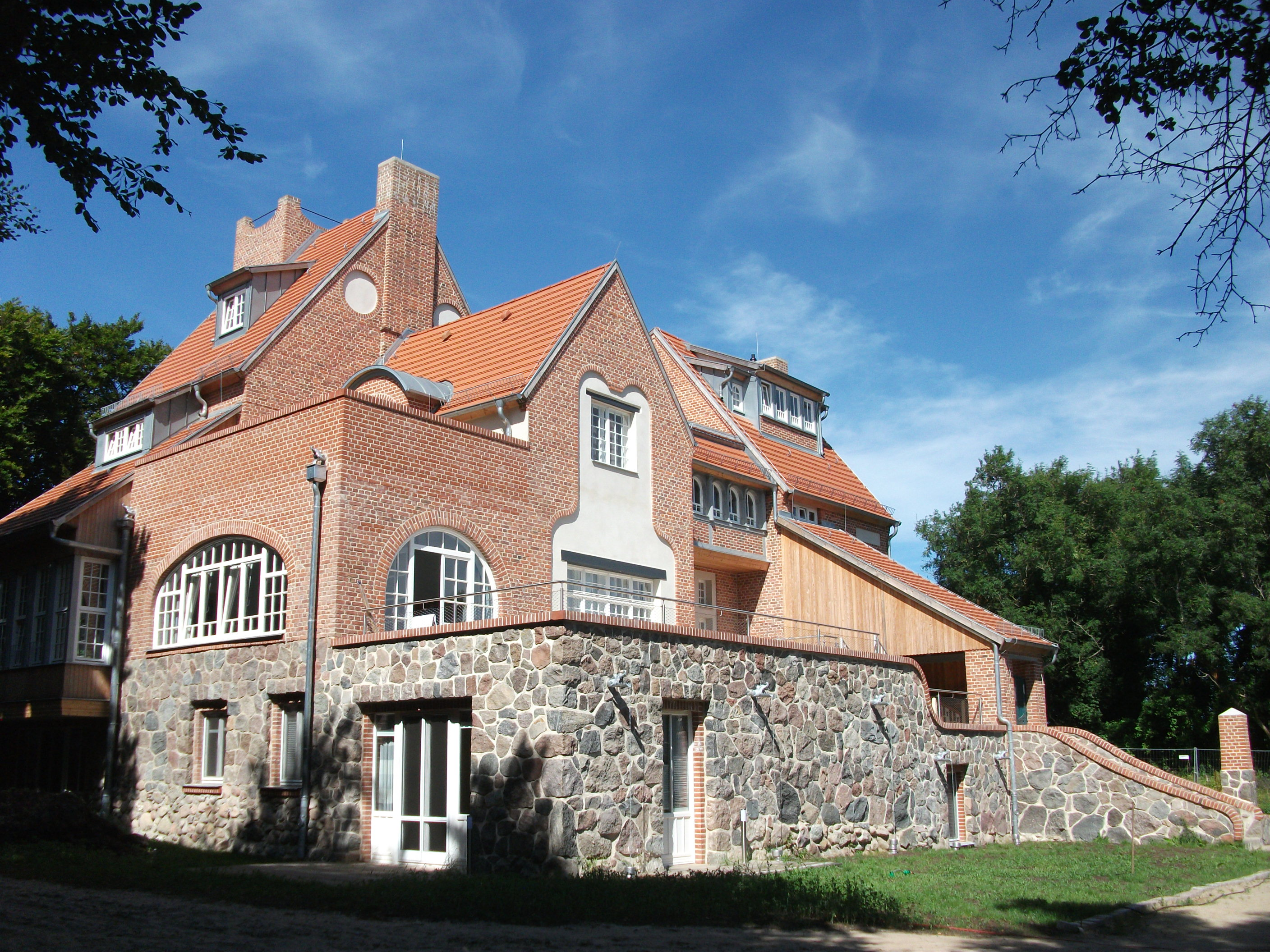
Lietzenburg nach umfassender Sanierung, Mai 2013

Die Lietzenburg ist eine unter Denkmalschutz stehende Jugendstilvilla im Ortsteil Kloster auf der Insel Hiddensee, die der Maler Oskar Kruse in den Jahren 1904/1905 errichten ließ.

## Bau und Nutzung
Oskar Kruse (1847–1919), ein mit einem Holzhandel zu einigem Vermögen gelangter Kaufmann, seit 1889 Maler, erwarb in Kloster ein etwa 2,5 Hektar großes Grundstück, um sich an dessen höchster Stelle ein Sommerhaus errichten zu lassen. Aus einem von Kruse ausgeschriebenen Wettbewerb ging das Berliner Architektenbüro Spalding & Grenander als Sieger hervor, das Bauwerk hatten die Architekten „Halt fest“ genannt. Alfred Grenander entwarf die Inneneinrichtung, Otto Spalding die Architektur. Der backsteinerne Bau besitzt ein Sockelgeschoss aus örtlichen Findlingen. Vor allem die Inneneinrichtung ist im Jugendstil gehalten.
Das Haus hat 15 Wohn- und Arbeitsräume und einen eigenen Aussichtsturm. Kruse gab dem Anwesen den Namen Lietzenburg in Anlehnung an seine Berliner Wohnadresse (Lietzenburger Straße). Er machte seinen Sommerwohnsitz zu einem beliebten Treffpunkt mit anderen Künstlern und Schriftstellern, die die Natur und die Abgeschiedenheit auf dieser kleinen Ostseeinsel schätzen lernten. Nach dem Tod des Malers erbten der Bruder Max Kruse und seine Ehefrau Käthe (Puppenherstellerin) das Anwesen. Sie setzten die begonnene Tradition fort und hatten unter anderem Max Reinhardt, Gerhart Hauptmann, Thomas Mann, Eugen Spiro, Käthe Kollwitz, Ludwig Marcuse, aber auch Wissenschaftler wie Albert Einstein und Gustav Hertz zu Besuch. In den späten 1920er-Jahren verringerte sich das Interesse an den Salons der Kruses: Im Nachbarort Vitte hatte sich um die Berliner Malerin Henni Lehmann eine eigene kleine Künstlerkolonie entwickelt.
1933 enden die Einträge im Gästebuch. Aus den Jugenderinnerungen von Max Kruse geht hervor, dass das Haus zunehmend weniger genutzt wurde. Für 1938 ist ein letztes großes Familientreffen belegt. Nach dem Tod von Max Kruse 1942 kam die Familie nicht mehr gemeinsam zur Lietzenburg, die meiste Zeit stand das Haus leer. 1947 unterschrieb Käthe Kruse einen Mietvertrag mit der Universität Greifswald über die künftige Nutzung.

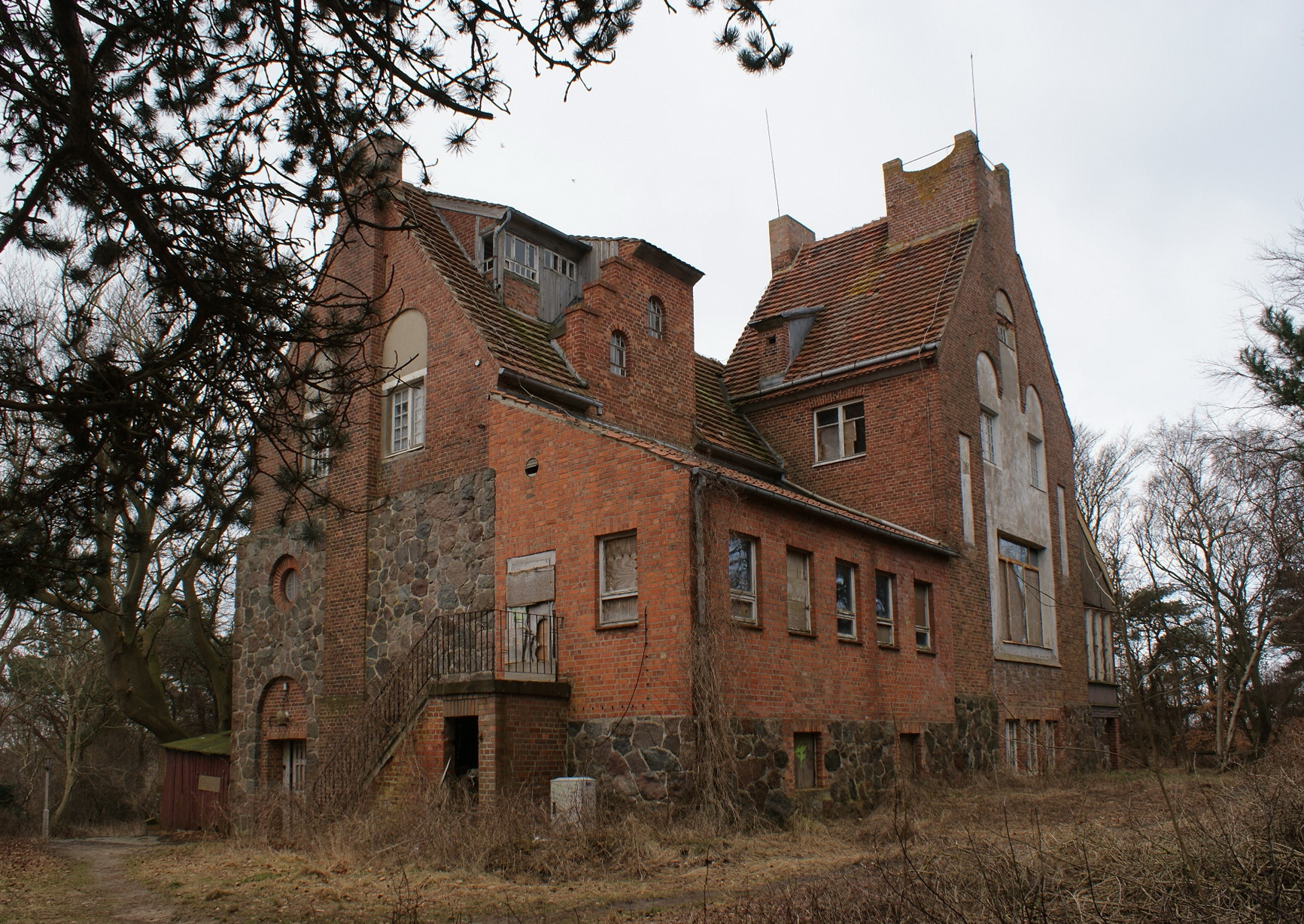
Lietzenburg vor der Sanierung, März 2009

Nach 1949 kam die Lietzenburg unter staatliche Verwaltung der DDR, sie diente als Erholungsheim der Ernst-Moritz-Arndt-Universität Greifswald. In der Nachbarschaft wurden neue Anwesen von Künstlern wie Gret Palucca und Walter Felsenstein errichtet. Für kurzzeitige Gästebesuche und die Bewirtung gab es die Gaststätte und Pension Dünenhaus, die den Künstlern und Nutzern der Lietzenburg vorbehalten war.
Nach dem Ende der DDR wurde die Lietzenburg in das Eigentum des Sohnes von Max und Käthe Kruse, des inzwischen als Kinderschriftsteller bekannten Max Kruse, rückübertragen. Dieser nutzte den Gebäudekomplex nicht, sondern bot ihn zum Verkauf an. Nach einem weiteren Eigentümerwechsel wurde die Villa von 2009 bis 2013 denkmalgerecht saniert. Die Arbeiten wurden von einer Dresdner Architektin geleitet. Es entstanden sechs Ferienwohnungen und ein öffentlicher Bereich mit historischer Kamindiele und dem Kruse-Atelier, in dem seit Herbst 2013 wieder Veranstaltungen stattfinden.